# Микитин Ярослав Іванович
Яросла́в Іва́нович Мики́тин (* 22 жовтня 1943, с. Дорогичівка Заліщицького р-ну Тернопільської обл.) — Герой України. Заслужений машинобудівник України. Лауреат Премії Ради Міністрів СРСР в області науки і техніки. Академік Академії інженерних наук України.

## Біографія
Народився 22 жовтня 1943 року в селі Дорогичівка Заліщицького району Тернопільської області.
У 1963 році вступив до Львівського політехнічного інституту, але в 1966 році був переведений до Кишинівського політехнічного інституту, який закінчив у 1968 році за фахом «інженер-механік».
Працював робітником Летячивського сільського споживчого товариства села Дорогичівка. З 1968 року працював інженером-технологом на Харківському електромеханічному заводі, головним інженером Каховського тресту колгоспів Херсонської області. З 1973 року працює на Каховському заводі устаткування електрозварювання: в 1973–1978 рр. — начальник конструкторського бюро, в 1978–1984 рр. — головний конструктор, у 1984–1990 рр. — головний інженер. З 1990 року — директор заводу, а з 1996 року — голова правління ВАТ «Каховський завод електрозварювального устаткування».
З 1991 року — академік Академії інженерних наук України.
Був депутатом Херсонської обласної ради XXI, XXII, XXIII, XXIV скликань, членом комісії з питань регламенту депутатської діяльності та етики, законності та правопорядку, місцевого самоврядування та адміністративно-територіального устрою.

## Нагороди
- 1987 року отримав Премію Ради Міністрів СРСР в області науки і техніки.
- 1995 року присвоєне почесне звання «Заслужений машинобудівник України».
- 1999 року відзначений Грамотою Кабінету Міністрів України, 2003 — Почесною грамотою Верховної Ради України.
- Згідно з Указом Президента України «Про присвоєння Я. Микитину звання Герой України» від 1 квітня 2004 року № 384/2004 «за визначний особистий внесок у зміцнення промислового потенціалу України, виробництво конкурентоспроможної на світовому ринку електрозварювальної техніки, багаторічну сумлінну працю» присвоєно звання Герой України з врученням ордена Держави.